# 黑标传媒
黑标传媒是一家成立于2013年，立足于洛杉矶的独立电影制片商和融资公司。

## 历史
黑标传媒的创始人之一是亿万富翁弗雷德里克·W·史密斯（Frederick W. Smith）的女儿莫莉·史密斯（Molly Smith）。此外，弗雷德里克·W·史密斯还创立了联邦快递和其他的风投公司。其股东还包括在《不安分的青春》中戏龄长达11年的老戏骨薩德·拉金比爾，及他的孪生兄弟泰倫特（Trent）。
黑标传媒的名字取自美國運通的百夫长"黑金记账卡"（非信用卡），一说为纪念世界著名的苏格兰威士忌品牌尊尼获加的黑威士忌酒。

## 电影
旗下的电影作品包括：
- The Good Lie(2014年)
- 破碎人生（Demolition，港译《爱情上半场·完》，台译《崩坏人生》） (2015年)
- 边境杀手（Sicario，港译《毒裁者》，台译《怒火边界》） (2015年)
- 勇往直前（Only the Brave，港译《烈焰雄心》，台译《无路可退》）(2017年)
- 12勇士（12 Strong，港译《12壮士》，台译《12猛汉》）(2018年)
- 边境杀手2：边境战士（Sicario: Day of the Soldado，港译《毒裁者2：无法无天》，台译《	怒火边界2：毒刑者》）(2018年)
- 魯妹席艾拉（Sierra Burgess Is a Loser）(2018年)
- 決戰38度線（Devotion）(2022年)
- 與你共舞（Whitney Houston: I Wanna Dance with Somebody）(2022年)
- 去死吧，我的爱（Die, My Love）(2025年)

此外，该公司还在爱乐之城（La La Land）(2016年)中占股25%。